# Bohumila Grögerová
Bohumila Grögerová (n. 7 august 1921, Praga, Cehoslovacia – d. 21 august 2014, Praga, Cehia) a fost o poetă, poetă experimentală și traducătoare cehă și cehoslovacă. Ea a tradus peste 180 de scrieri din limba franceză și germană în colaborare cu partenerul ei profesional și de viață, poetul ceh Josef Hiršal, care a decedat în 2003. Bohumila a scris și cărți pentru copii și piese de teatru radiofonic.

## Biografie
S-a născut la Praga în familia unui soldat, Jaroslav Taufer, care a servit în Legiunile cehoslovace din Rusia în timpul Primului Război Mondial, iar mai târziu a lucrat ca avocat militar și șef al departamentului de justiție la Ministerul Apărării Naționale din Cehoslovacia. Tatăl ei s-a retras din funcția de procuror general al Armatei Cehoslovace. Familia ei s-a mutat de la Praga la Olomouc (din 1923), la Brno (între 1926–1929) și a recenit la Praga. Grögerová a absolvit Școala de fete „Charlotta Garrigue Masaryková” (1932–1940) și apoi o școală publică de secretare între 1932 și 1948.
Între 1942 și 1945, Bohumila a lucrat la Compania de asistență socială (Sociální pomoc) ca secretară de limbi străine și l-a cunoscut pe poetul cu care s-a căsătorit de atunci Josef Hiršal⁠(d). Ca duo creativ, Hiršal – Grögerová s-au dedicat în primul rând poeziei experimentale și, împreună cu Jiří Kolář⁠(d) și Ladislav Novák⁠(d), au fost printre cele mai proeminente figuri din acest domeniu din Cehoslovacia. În mai 1945, Bohumila a intrat în departamentul de presă al Ministerului Apărării Naționale. S-a înscris în 1947 la Universitatea Carolină din Praga, dar a plecat înainte de a-și termina studiile sale în cehă și rusă.
Începând cu mijlocul anilor 1950, Bohumila a scris cărți pentru copii, a tradus și a colaborat cu Josef Hiršal, printre alții, în publicații ca Job-boj , Let let și Trojcestí. Nu i s-a permis să publice în anii 1970 și asa a scris sub pseudonimul Pokrývačů. Este autoarea unei colecții de proză experimentală Meandry (Meandre, 1996) și a memoriilor Branka z pantů (1998) și Čas mezi tádto a tej (2004). Istoricul de artă și literatură Radim Kopáč, care a fost prieten cu Bohumila Grögerová în ultimele decenii ale vieții ei, a publicat un interviu de carte în 2005, sub titlul Klikyháky paměti (Mâzgălituri ale memoriei).

## Premii
În 2009, Grögerová a câștigat două premii Magnesia Litera pentru cea mai bună poezie și cea mai bună carte a anului, cu colecția ei de poezie Rukopis (Manuscris). Asociația locală cehă a PEN International a onorat-o în 2009 cu premiul pentru întreaga viață.

## Viață personală
Ea a avut două fete cu soțul ei. Fiica cea mare, Michaela Jacobsenová (n. 1947), este traducătoare din limba germană și este expertă în opera lui Ingeborg Bachmann. Cea mai mică fiică, Bohumila Límová (n. 1948), traduce ficțiune în limbile engleză și spaniolă.
Bohumila Grögerová a murit la Praga pe 22 august 2014, la vârsta de 93 de ani.

## Opere
- O podivné záhadě na poštovním úřadě (Despre un mister ciudat la poștă) (cu J. Hiršalem), SNDK⁠(d) 1962,
- Co se slovy všechno poví (Ce se poate spune cu cuvinte) (cu J. Hiršalem), SNDK 1964,
- Čtyři básně (cu artistul grafic Alois Chvála), UB 1965[23]
- JOB-BOJ (cu J. Hiršalem), Československý spisovatel 1967,
- Trojcestí (cu J. Hiršalem), Mladá fronta⁠(d) 1991,
- Let let I–III (cu J. Hiršalem), Rozmluvy a Mladá fronta 1993–1994, Torst 2007,
- Meandry, Torst⁠(d) 1996,
- Branka z pantů, Torst 1998,
- Čas mezi tehdy a teď, Klokočí a Knihovna Jana Drdy 2004,
- Klikyháky paměti (interviu cu R. Kopáčem), Concordia 2005,
- Rukopis (colecție de poezie), Pavel Mervart 2008
- Klikyháky paměti, 2009
- Dva zelené tóny, 2012
- Můj labyrint, 2014

## Din traduceri
- Christian Morgenstern: Šibeniční básně (Poezii de spânzurătoare) (cu J. Hiršalem), 1958
- E.A. Poe: Zrádné srdce. Básně a povídky / překlad (Inimă perfidă. Poezii și nuvele / traducere), cu J. Schwarzem, 1959
- Hans Magnus Enzensberger: Zpěv z potopy / překlad (Cântec Potopului / traducere), BB 1963; dopl. 1966 / cu J. Hiršalem
- Eugen Ionescu: Nenajatý vrah / překlad (Ucigaș fără simbrie / traducere), rozmnožen 1963, též 1964, Hry / cu J. Hiršalem
- H. Heissenbüttel: Texty / překlad (Texte / traducere), 1965 / cu J. Hiršalem
- J. Bobrowski: Znamení popela / překlad, 1967, cu J. Hiršalem, B.Grögerová neuvedena
- M. Bense: Teorie textů / překlad, 1967, cu J. Hiršalem
- H. Arendt: Nad popel a čas, cu J. Hiršalem, 1981, pod jménem B. Geussová
- F. Mayröckerová: Kočkodan samota / překlad nebo vlastní dílo fiktivní básnířky, pod jménem B. Geussová
- 6 Briefe aus der fiktiven Korrespondenz mit Friederike Mayröcker, 1990
- Písně šibeničních bratří / překlad, 2000, cu J. Hiršalem